# (500017) 2011 QL60
(500017) 2011 QL60 es un asteroide perteneciente al cinturón de asteroides, descubierto el 1 de octubre de 2000 por el equipo del Lincoln Near-Earth Asteroid Research desde el Laboratorio Lincoln, Socorro, Nuevo México, Estados Unidos.

## Designación y nombre
Designado provisionalmente como 2011 QL60.

## Características orbitales
2011 QL60 está situado a una distancia media del Sol de 3,149 ua, pudiendo alejarse hasta 3,735 ua y acercarse hasta 2,563 ua. Su excentricidad es 0,186 y la inclinación orbital 14,50 grados. Emplea 2041,55 días en completar una órbita alrededor del Sol.
Los próximos acercamientos a la órbita de Júpiter se producirán el 7 de julio de 2076, el 30 de marzo de 2087 y el 19 de febrero de 2172, entre otros.

## Características físicas
La magnitud absoluta de 2011 QL60 es 16,3.